# Kadžari
Kadžari su maleno tursko pleme iz skupine Oguza u Iranu, koje danas broji oko 3.400 ljudi (2008.). Kadžari govore jednim od dijalekata južnoazerbajdžanskog jezika. Odigrali su značajnu ulogu u iranskoj povijesti kada se njihov zapovjednik Muhamed-han Kadžar iz klana Kuvanlu 1796. okrunio za šaha u Teheranu, nakon čega je kadžarska dinastija vladala sve do 1925. kada ih je svrgnuo Reza-šah Pahlavi.

## Vanjske poveznice
- Origins of the Qajars (Kadjars)
- Genealogy and History of Qajar (Kadjar) Rulers and Heads of the Imperial Kadjar House  Arhivirana inačica izvorne stranice od 29. srpnja 2018. (Wayback Machine)